# John Hawkins (admiral)
 For alternative betydninger, se John Hawkins. (Se også artikler, som begynder med John Hawkins)
Admiral Sir John Hawkins (også stavet John Hawkyns) (født 1532 i Plymouth, død 12. november 1595) var en engelsk skibsbygger, flådeadminitrator og admiral, købmand, navigatør og slavehandler. Som kasserer (1577) og controller (1589) for Royal Navy ombyggede han ældre skibe og hjalp med til at udforme de nye skibe som modstod den Spanske armada i 1588. Han etablerede den flådeblokade, som skulle opfange spanske skatteskibe. Han var en af de mest fremstående søfolk i det 16. århundredes England, og var hovedarkitekten bag den eliabethanske flåde. I slaget hvor den spanske armada blev besejret i 1588 gjorde Hawkins tjeneste som viceadmiral og blev adlet for sin indsats .
William, Johns far var en af Henrik 8. fortrolige og en af de vigtigste engelske søkaptajner.
Den første englænder som tog slaver fra Afrika var John Lok, en købmand fra London, som i 1555 bragte fem slaver til England fra Guinea. En anden købmand fra London, som tog slaver på daværende tidspunkt var William Towerson, hvis flåde sejlede ind i Plymouth efter hans rejse til Afrika i 1556 og ud af Plymouth på hans rejse i 1557. Trods Lok og Towersons bedrifter, er John Hawkins fra Plymouth vidt anerkendt for at være pioneren i den engelske slavehandel, fordi han var den første, som gennemførte trekanthandelsen og skabte fortjeneste på hver strækning.

## Afstamning
John Hawkins var søn af William Hawkins og Joan Trelawney. Joans forældre var William og Joan Trelawney. William Trelawney var søn af John Trelawney og Florence Courtenay, datter af Hugh Courtenay. Hugh Courtenay var søn af Hugh Courtenay, Sr. og Matilda "Maud' Beaumont. Mauds mor var Eleanor Plantagenet, hvilket gjorde John Hawkins tip-tip-oldebarn af Eleanor of Lancaster,
John var også halvfætter til Sir Francis Drake.

## Første rejse (1562–1563)
John Hawkins dannede et syndikat af velhavende købmænd, som skulle investere i slavehandelen. I 1562 satte han kursen mod Caribien via Sierra Leone. De kaprede et portugisisk slaveskib og solgte de 301 slaver i Caribien. Selv om han fik to skibe beslaglagt af de spanske myndigheder, solgte han slaverne i Santo Domingo og sikrede dermed sine investorer i London et overskud. Hans rejse fik spanierne til at forbyde alle engelske skibe at handle i deres kolonier i Vestindien. I 1563 bragte John Hawkins de første slaver fra Afrika til såvel de caribiske øer som til Mellemamerika.

## Anden rejse (1564–1565)
Den anden rejse var endnu mere vellykket. I 1564 gjorde dronning Elizabeth 1. ham til sin partner ved at udleje det store gamle 700-ton skib Jesus of Lubeck, og han rejste ud på sin anden større og mere omfattende rejse sammen med tre mindre skibe. Hawkins sejlede til Borburata, mens han kaprede skibe undervejs. Da han nåede Borburata, havde han fanget omkring 400 afrikanere. Efter Borburata sejlede Hawkins til Rio de la Hacha. De spanske embedsfolk forsøgte at forhindre Hawkins i et sælge slaverne ved at pålægge skatter. Kaptajn Hawkins afslog beskatningen og truede med at nedbrænde byerne. Efter at have solgt sine slaver sejlede kaptajn Hawkins til en fransk koloni i Florida for at få en pause. Kaptajn Hawkins vendte tilbage til England i september 1566. Hans ekspedition var en fuldstændig succes, og hans investorer fik en fortjeneste på 60%.

## Tredje rejse (1567–1569)
Hans tredje rejse begyndte i 1567. Hawkins erhvervede mange flere slaver, og forøgede sin ladning ved at erobre det portugisiske slaveskib Madre de Deus (Guds moder) og dens last af mennesker. Han førte omkring 400 slaver over Atlanten på den tredje rejse. I San Juan de Ulua (i dag Vera Cruz) blev han overraskende angrebet af en stærk spansk styrke, som medbragte den nye vicekonge til kolonien der. I det efterfølgende slag ved San Juan de Ulúa undgik kun to af de engelske skibe at blive ødelagt, og Hawkins' hjemrejse var miserabel. Det samme var den årelange en, som Hawkins' kanoner Job Hartop foretog.
Selv om hans første tre rejser var halvvejs sørøveragtige foretagender havde dronning Elizabeth 1. brug for penge, og anså piraterne for at udkæmpe hendes kampe for egen regning og risiko.
Hawkins skrev om detaljerne i sin tredje rejse i An Alliance to Raid for Slaves. Især kommenterede han hvorledes handel og plyndring var tæt knyttet i den engelske slavehandel, og hvordan europæisk succes i slavehandelen var direkte afhængig af afrikanske allierede, som var villige til at samarbejde. Han kommenterer også graden af vold, som han og hans mænd anvendte og opmuntrede for at sikre sine fanger. Titlen tydeliggør grundlaget for hans metode.

## 1570-1587
Som del af regeringens net af kontraspionage, lod Hawkins som om han var en del af Ridolfi plottet om at forråde dronning Elizabeth i 1571. Ved at opnå den spanske ambassadør i Englands fortrolighed erfarede hans enkeltheder om konspirationen og videregav dem til regeringen, så de involverede kunne blive arresteret.(www.britannica.com) Han tilbød sin tjeneste til spanierne for at opnå frigivelse af fanger og for at afsløre planer om den foreslåede spanske invasion af of England.
Hans hjælp ved afsløring af komplottet blev belønnet, og i 1571 blev Hawkins medlem af parlamentet. Han blev flådens kasserer den 1. januar 1578 efter forgængeren Benjamin Gonsons (som også var hans svigerfar efter at Hawkins havde giftet sig med Katherine Gonson i 1567). Hawkins beholdt denne post indtil sin død i 1595.
Hans finansielle reform af flåden ophidsede mange, som havde velerhvervede rettigheder, og i 1582 anklagede hans rival Sir William Wynter ham for embedsmisbrug og fik nedsat en kongelig bedragerikommission mod ham. Kommissionen under Burghley, Walsingham og Drake, konkluderede, at der ikke foregik korruption og at dronningens flåde var i fortrinlig stand.
John Hawkins var overbevist om at hans flåde ud over at have de bedste skibe i verden, også havde de bedste søfolk, og ansøgte om og fik tildelt en lønforhøjelse til matroserne, i det han hævdede, at en mindre gruppe af velmotiverede og bedre betalte mænd ville opnå betydeligt mere end en stor gruppe uinteresserede mænd.
Hawkins gennemførte vigtige forbedringer i skibenes bygning og rig. Han er knap så kendt for sin opfindsomhed som skibsbygger, men det var hans ide at tilføje kalfatringen i forbindelse med den sidste detalje med beklæde undersiden af hans skibe med et lag sømmede elmeplanker, som blev forseglet med en blanding af tjære og hår, som blev smurt over tømmeret i bunden so beskyttelse mod de orm, som angreb skibet i tropiske farvande. Hawkins indførte også aftagelige topmaster, som kunne hejses op og bruges i godt vejr, og stuves af vejen i dårligt vejr. Masterne blev flyttet længere frem i skibet og sejlene blev skåret fladere. Hans skibe var hurtigere, længere og var lavere i for- og agterskib.

## Den spanske armada
Hawkins' fornyelser gjorde de nye engelske skibe hurtige og særdeles manøvredygtige. I 1588 blev de afprøvet mod den Spanske Armada. Hawkins var kontreadmiral, en af de tre øverste ledere af den engelske flåde mod armadaen, sammen med Francis Drake og Martin Frobisher. Hawkins’ flagskib var Victory. Det er muligt, at Hawkins organiserede ildskibenes angreb ved Calais. For sin rolle ved det store søslag blev Hawkins slået til ridder.
Efter armadaens nederlag, tilskyndede Hawkins til erobring af Filip 2.'s kolonier for at forhindre Spanien i at genopruste. I 1589 sejlede Hawkins med sin tidligere lærling Francis Drake af sted i en stor militær operation (Drake-Norris ekspeditionen) hvor et af målene var at opsnappe den spanske skatteflåde. Ekspeditionen slog fejl, men ideen før til at mange andre engelske pirater prøvede noget tilsvarende.
I 1590 grundlagde Drake og Hawkins en velgørende stiftelse for syge og gamle søfolk. Det blev fulgt op med et hospital i 1592 og yderligere et i 1594, Sir John Hawkins’ Hospital. Stiftelsen eksisterer fortsat.

## Kartofler, tobak og hajer
Kartoffelen blev først importeret til England (formentlig Irland) i enten 1563 eller 1565 (kilderne er uenige) af Hawkins.
Nogle forskere mener, at det var John Hawkins som først indførte tobak i England. Nogle beretninger siger at dette skete i 1569, andre i 1564. Det sidste er mest sandsynligt, da han omtaler "Ltobaccoj" (dvs. tobak) i sin journal fra den anden rejse.
Oxford English Dictionary nævner, at ordet "shark" (haj) lader til at være blevet indført af Hawkins' matroser, som bragte en med tilbage og fremviste den i London i 1569. Det er fornylig blevet foreslået, at det er en afledning fra xoc, ordet for "fisk" i et Maya sprog, som tales på Yucatan.

## Død
I 1595 ledsagede han sin halvfætter Sir Francis Drake på en skattejagt til Vestindien, som indeholdt to mislykkede angreb på San Juan. Under rejsen blev de begge syge. Hawkins døde til havs ud for Puerto Rico. Drake døde nogle måneder senere i England.
Han blev efterfulgt af sin søn Sir Richard Hawkins.
Hawkins kom i offentlighedens søgelys igen i juni 2006, næsten 450 år efter sin død, da hans efterkommer Andrew Hawkins offentligt undskyldte for sin forfaders handlinger i slavehandelen.

## Yderligere læsning
- Hazlewood, Nick. The Queen's Slave Trader: John Hawkyns, Elizabeth I, and the Trafficking in Human Souls. HarperCollins Books, New York, 2004. ISBN 0-06-621089-5.
- Walling, R.A.J. A Sea-Dog of Devon: a Life of Sir John Hawkins. 1907.
- Williamson, James. Hawkins of Plymouth: a new History of Sir John Hawkins. 1969.
- Davis, Bertram. Proof of Eminence : The Life of Sir John Hawkins. Indiana University Press. 1973

## Eksterne kilder
- En udstilling i National Archives of the United Kingdom